# Historische Liste aller Landkreise der Bundesrepublik Deutschland
In den Historischen Listen aller Landkreise der Bundesrepublik Deutschland werden alle Landkreise und Kreise aufgeführt, die jemals in der Bundesrepublik Deutschland existiert haben oder noch existieren. 
Auch die Städteregion Aachen, die Region Hannover und der Regionalverband Saarbrücken, die dem Deutschen Landkreistag angehören, finden hier ihre Erwähnung. Alle derzeit noch existierenden Landkreise (in Nordrhein-Westfalen und Schleswig-Holstein: Kreise) werden in den Listen farblich hervorgehoben. Angaben in Kursivschrift verweisen auf häufig falsch vermutete Kreisbezeichnungen. Die korrekten Kreisnamen werden in derselben Zeile – ebenfalls in Kursivschrift – angegeben.

## Listen
- Historische Liste aller Landkreise der Bundesrepublik Deutschland A–G
- Historische Liste aller Landkreise der Bundesrepublik Deutschland H–O
- Historische Liste aller Landkreise der Bundesrepublik Deutschland P–Z